# ベント・アルネ・バリン

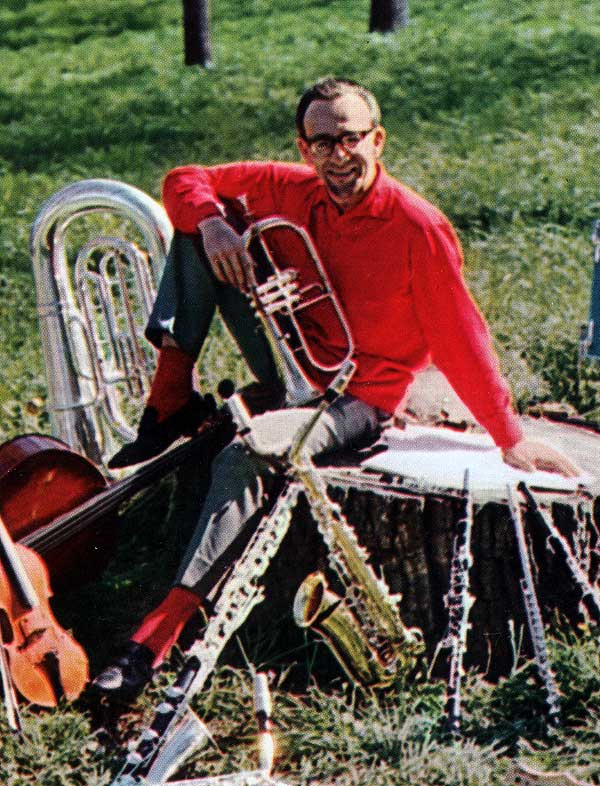
ベント・アルネ・バリン (1962年)

ベント・アルネ・バリン（スウェーデン語: Bengt-Arne Wallin、1926年7月13日 - 2015年11月23日）は、スウェーデン・リンシェーピング出身の作曲家・アレンジャー・トランペット奏者。スウェーデンの民族音楽をビッグバンド編成のジャズに取り入れ、スウェディッシュ・フォーク・ジャズを興したことで知られる。

## 映画音楽
- Linje sex（1958年）- 初担当作品
- 歓び（1964年）
- 恍惚の泉（1968年）

## 出演
- Kvinnors väntan（映画・1952年）
- Danssalongen（映画・1955年）
- Till minnet av Mari（TV・1985年）

## ディスコグラフィ

### リーダー・アルバム
- Isn't It Romantic (1957年、Vik)
- Old Folklore in Swedish Modern (1962年、DUX)
- Adventures in Jazz and Folklore (1965年、DUX)
- Barnkammarmusik (1966年、Megafon)
- Dear John (1966年、Dunhill)
- Visa Fran Barnrike (1970年、SR)
- The Magic Box (1971年、SR)
- Wallin/Wallin (1971年、DUX)
- Varmluft (1972年、Sonet)
- The Unexpected Symphony (1979年、Sonet)
- Live at Montreux Jazz Festival (1983年、Dragon)
- Miles from Duke (1986年、Phono Suecia)
- A Swedish Tribute to Duke (1995年、Phono Suecia)
- The Birth and Rebirth of Swedish Folk Jazz (1998年、ACT)[2]